# Улица Краља Петра Првог (Обреновац)
| Краља Петра Првог (Обреновац) | Краља Петра Првог (Обреновац)                                       |
| ----------------------------- | ------------------------------------------------------------------- |
|                               |                                                                     |
| Општина                       | Обреновац                                                           |
| Почетак                       | Улица Милоша Обреновића (Обреновац)                                 |
| Крај                          | Краља Александра Првог                                              |
| Дужина                        | 500 метара m                                                        |
| Стари називи                  | Прекошорска, Савска, Забрешка, Црквена, Милоша Великог, Мила Манића |
|                               |                                                                     |
|                               |                                                                     |

Улица Краља Петра Првог једна је од најстаријих улица у Обреновцу. Протеже се, у дужини од 500 метара, од улице Милоша Обреновића до улице Краља Александра Првог, односно до моста на Купинцу. Име по Краљу Петру Првом носи од 2002. године.

## Историјат
Некада је представљала административни центар Обреновца, у коме су се налазили Црква у Обреновцу, основна школа, гимназија, финансијска управа, среско начелство и срески суд. Улица је почињала од улаза у Обреновац, идући из правца Београда, и била је један од два прека шора, који су оивичавали Обреновачку чаршију, па је због тога њен први назив био Прекошорска. Водила је од обреновачке цркве до моста на Купинцу, одакле се пут настављао даље према Забрежју и пристаништу на реци Сави, које је било и погранично место, где се Србија граничила са Хабсбуршком монархијом односно Аустроугарском. После Првог српског устанка и спаљивања турског Палежа (старо име Обреновца до 1859. године) који се налазио ближе реци Колубари, формирана је нова варош која је јасно била подељена на административни део, који се налазио у данашњој улици Краља Петра Првог, и трговачки део који је чинила Обреновачка чаршија.

## Значајни објекти
На почетку улице, на самој раскрсници са Улицом Милоша Обреновића налази се Прва обреновачка основна школа.
Преко пута школе налази се  Црква посвећена Силаску Светог Духа на апостоле, а нешто даље је Техничка школа Обреновац у чијем саставу је и некадашња зграда Гимназије из 1928. године. Пре него што је направљена зграда Гимназије, нижа Гимназија се налазила у приватној кући поред школе, и у њој је 1922. године службовала наша позната песникиња Десанка Максимовић. На школу се наслања зграда некадашњег Среског суда, у чијем подруму се налазио и затвор, а која је у послератном периоду била позната обреновачка кафана Златна рибица. На супротној страни, при самом крају улице, мало увучен од саме улице, налази се млин који је пре Другог светског рата био власништво познатог индустријалца Александра Аце Симовића. После раскрснице са улицом Краља Александра Првог, где се завршава улица Краља Петра Првог, налази се мост на Купинцу, који је некада био и граница Обреновца и Забрежја.

### Галерија - данашњи изглед улице и објеката
- Поглед према улици Милоша Обреновића
- Прва обреновачка основна школа
- Зграда старе Гимназије у Обреновцу
- Техничка школа у Обреновцу
- Млин у Обреновцу
- Мост на Купинцу
- Поглед према улици Краља Александра Првог

## Стари називи улице
Прекошорска, Савска, Забрешка, Црквена, Милоша Великог, Мила Манића.

## Суседне улице
Улица Милоша Обреновића, Улица Војводе Мишића, Узун Миркова, Улица Вука Караџића, Улица Краља Александра Првог, Улица Александра Аце Симовића